# محمد ساعي نصر الجرزاوي
محمد ساعي نصر الجرزاوي (1912-1984) هو قارئ للقرآن الكريم ومبتهل مصري يعتبر من القراء والمبتهلين الكبار في مصر والعالم الإسلامي.

## حياته
الشيخ محمد ساعى نصر الجرزاوى من مواليد الثامن والعشرين من شهر مارس عام 1912م بجرزا مركز العياط بمحافظة الجيزة والتحق بالكتاب وحفظ القرآن الكريم وعمره لم يتجاوز الثانية عشرة وبعد حصوله على الشهادة الابتدائية التحق بالأزهر الشريف.
تعرف على الشيخ محمد رفعت في منتصف العشرينيات عندما كان يتردد على منزل خاله محمد بك حبيب بحى عابدين الذي ربطته صداقة بالشيخ محمد رفعت وكان يدعوه لقراءة القرآن الكريم بالمنزل وكان الشيخ محمد ساعى نصر الجرزاوى ينتظر بشوق ولهفة حضور الشيخ محمد رفعت إلى منزل خاله وعندما استمع الشيخ محمد رفعت إلى الشيخ محمد ساعى نصر الجرزاوى قال: إن صوت الشيخ محمد ساعى نصر الجرزاوى له مذاق خاص وبه شجن ورنين مستحب.
في عام 1932م حصل الشيخ محمد ساعى نصر الجرزاوى على الشهادة العالمية وتعلم القراءات والتجويد وقرأ القرآن الكريم في المناسبات الدينية وإحياء المآتم.
في منتصف الخمسينيات وفي إحدى المناسبات الدينية قدم الشيخ محمد ساعى نصر الجرزاوى فاصلًا من الابتهالات الدينية فأعجب به الدكتور المحروقى وزير الزراعة وقتئذٍ لذا عرض عليه التقدم للإذاعة.
تقدم الشيخ محمد ساعى نصر الجرزاوى إلى اختبارات القراء الجدد بالإذاعة ونجح بتفوق وتم اعتماده قارئًا بالإذاعة في عام 1961م وصافح صوته آذان المستمعين يوم الأحد العاشر من شهر ديسمبر عام 1961م، وكانت أول قراءة له بما تيسر من سورة الحديد وفي العاشر من شهر أغسطس عام 1963م قرأ لأول مرة بالتليفزيون المصرى حيث قرأ في القناة الأولى.
تم تعيينه لقراءة القرآن الكريم في مسجد الزمالك بمحافظة القاهرة.
سافر الشيخ محمد ساعى نصر الجرزاوى في بعثات وزارة الأوقاف إلى العديد من الدول العربية والإسلامية والأوروبية لإحياء ليالى شهر رمضان ونذكر على سبيل المثال: المملكة العربية السعودية وقطر والبحرين والإمارات العربية المتحدة وليبيا والجزائر وتونس وسلطنة عمان وفرنسا وسويسرا وبلجيكا وإنجلترا وكرمته الدول التي زارها إعجابًا به وتقديرًا له.
عُرف عن الشيخ محمد ساعى نصر الجرزاوى حبه لأعمال الخير وكان يفعل الخير سرًا ولا يأخذ أجرًا مقابل إحياء ليالى المآتم.
طلبت منه شركة القاهرة للصوتيات والمرئيات تسجيل القرآن الكريم بصوته ولكنه رفض بقوله: إن القرآن الكريم لا يباع.
تزخر مكتبة الإذاعة بتسجيلاته الرائعة والتي ما زالت تذاع على الموجات المتعددة للإذاعة حتى الآن.
تزوج الشيخ محمد ساعى نصر الجرزاوى من السيدة أمينة صاوى مبروك ورزقهما الله من الأبناء بماضى وهو مهندس ويقيم بجرزا وصلاح الذي يعد من الرعيل الأول لإذاعة الشباب والرياضة وسعاد وهى كبيرة المذيعين بإذاعة الشباب والرياضة فقد التحقت بالإذاعة في عام 1981م وفي مقابلة معها قالت: تعلمت من والدى الأخلاق الفاضلة والتسامح وعدم حمل ضغينة أو كراهية لأحد وتعلمت منه أيضا حب الناس لأن محبة الناس من محبة الله تعالى وابنته بديعة محمد ساعي
في أوائل شهر أبريل عام 1984م دخل الشيخ محمد ساعى نصر الجرزاوى مستشفى مصر الدولى نظرًا لمرضه وفاضت روحه الطاهرة إلى بارئها في التاسع من شهر مايو وفي الحادى عشر توارى جثمانه بين ثرى مدافن العائلة بجرزا مركز العياط محافظة الجيزة.